# シャリエコーヒーノキ
シャリエコーヒーノキ（学名:Coffea charrieriana）はアカネ科の植物。カメルーンで発見されたカフェインを含まないコーヒーノキ属の植物であり、中央アフリカ原産のコーヒーノキ属で唯一カフェインを含有しない植物である。
アリゾナ州立大学nternational Institute for Species Exploration及び国際分類学会によって2008年の「10大新種」に選ばれている。

## 名前の由来
シャリエコーヒーノキの名前は20世紀の最後の30年間にIRDでコーヒー交配に関する研究を行い、蒐集任務を行っていたアンドレ・シャリエ教授に対する献名である。

## 脚註
1. ↑  Stoffelen P, Noirot M, Couturon E, Anthony F. 2008. "A new caffeine-free coffee from Cameroon." Botanical Journal of the Linnean Society 158: 67-72. doi:10.1111/j.1095-8339.2008.00845.x
2. 1 2  “The Top 10 New Species, 2008”. 2016年2月17日閲覧。